# Silene tomentosa
Silene tomentosa es una planta angiosperma muy rara, del género Silene y de la familia Caryophyllaceae presente únicamente en el peñón de Gibraltar.

## Descripción
Es una planta perenne con un tallo erecto de entre 30 y 50 cm de altura con roseta basal. Sus inflorescencias tienen 2 a 4 verticilos de flores pentapétalas asimétricas con fragancia que presentan colores que van desde el rosado al rosa pálido. La floración se produce entre abril y junio y la fructificación hasta julio.

## Hábitat
Crece fisuras de rocas calizas en el piso termomediterráneo, entre los 350 y los 400 metros sobre el nivel del mar, con ombroclima húmedo. La especie se consideraba extinta al no conocerse ninguna cita desde el siglo XIX. Tras algunas identificaciones dudosas en el peñón de Gibraltar pudo corroborarse su presencia allí en la década de 1980. Tras ello se llevó a cabo un ambicioso programa de recuperación de la especie que entre otras cosas permite su propagación a partir de ejemplares cultivados en el Jardín Botánico de Gibraltar.

## Taxonomía
Silene tomentosa fue descrita por Carl Adolf Otth y publicado en Prodromus Systematis Naturalis Regni Vegetabilis 1: 383. 1824.
Citología
Número de cromosomas de Silene rupestris (Fam. Caryophyllaceae) y táxones infraespecíficos: 2n=24
Etimología
El nombre del género está vinculado al personaje de Sileno (en griego Σειληνός; en latín Sīlēnus), padre adoptivo y preceptor de Dionisos, siempre representado con vientre hinchado similar a los cálices de numerosas especies, por ejemplo Silene vulgaris o Silene conica. Aunque también se ha evocado (Teofrasto via Lobelius y luego  Linneo)  un posible origen a partir del Griego σίαλoν, ου, "saliva, moco, baba", aludiendo a la viscosidad de ciertas especies, o bien σίαλος, oν, "gordo", que sería lo mismo que la primera interpretación, o sea, inflado/hinchado.
tomentosa; epíteto latino utilizado ampliamente en botánica (también en su forma masculina tomentoso) que significa "peluda", en referencia a la presencia de tricomas en sus hojas basales.
Sinonimia
- Silene gibraltarica Boiss.
- Silene mollissima subsp. gibraltarica (Boiss.) Maire	[6]
- Silene gazulensis A. Galán, J. E. Cortés, Vicente & Morales Alonso
- Silene mollissima subsp. gibraltarica (Boiss.) Maire in Jahand. & Maire
- Silene mollissima subsp. tomentosa (Otth) Malag.
- Silene mollissima var. gibraltarica (Boiss.) Ball
- Silene mollissima var. tomentosa (Otth) Pérez Lara
- Silene velutina var. tomentosa (Otth) Pau[7]